# Arcos de las Salinas
Arcos de las Salinas is een gemeente in de Spaanse provincie Teruel in de regio Aragón met een oppervlakte van 112,99 km². Arcos de las Salinas telt 106 inwoners (1 januari 2016).
Op de Pico del Buitre, een bergtop van net geen tweeduizend meter in de Sierra de Javalambre bevindt zich op het grondgebied van de gemeente een astronomisch observatorium. Deze pas was reeds tweemaal een aankomstplaats in de Ronde van Spanje, met name in 2019 en 2023.

## Demografische ontwikkeling
Bron: INE, 1857-2011: volkstellingen